# Mykyta Burda
Mykyta Walerijowytsch Burda (ukrainisch Микита Валерійович Бурда, * 24. März 1995 in Jenakijewe) ist ein ukrainischer Fußballspieler. Seit 2014 spielt er für Dynamo Kiew in der ukrainischen ersten Liga.

## Karriere

### Verein
Burda begann seine Karriere bei Dynamo Kiew, wo er im Oktober 2014 sein Debüt in der Premjer-Liha gab. Nachdem er bereits für die Rückrunde der Saison 2022/23 an Sorja Luhansk ausgeliehen war, verließ er Dynamo Kiew im Sommer 2023 und wechselte ligaintern zu Kolos Kowaliwka.

### Nationalmannschaft
Burda spielte zwischen 2011 und 2015 für die unterschiedlichen Jugendnationalmannschaften der Ukraine, mit welchen er 2014 an der U19-Europameisterschaft und 2015 an der U20-Weltmeisterschaft teilnahm.
Erstmals wurde er im März 2015 in den Kader der A-Nationalmannschaft der Ukraine einberufen. Er debütierte aber erst am 31. Mai 2018 beim 0:0 im Freundschaftsspiel gegen Marokko. Sein achtes und bisher letztes Länderspiel absolvierte er im September 2019 gegen Nigeria.